# Real (hipermercado)
Real fue una cadena alemana de hipermercados perteneciente al SCP Group. Hasta junio de 2020, real pertenecía al gigante alemán de la distribución Metro AG. La mayoría de las tiendas se están cambiando actualmente a EDEKA, Kaufland u otros competidores. Los mercados restantes se vendieron o cerraron el 23 de marzo de 2024.
En 2006 Metro adquirió los 85 hipermercados de Wal-Mart en Alemania y en Polonia adquirió 26 hipermercados Géant del grupo francés de distribución Groupe Casino. Todos los establecimientos se rebautizaron como Real. Todo el negocio internacional se vendió en 2012.
Además de productos de alimentación, Real también ofrecido un variado espectro de productos para el hogar, electrodomésticos, libros, media, ropa, artículos deportivos y de papelería.
Real tenía marcas blancas: TiP (Toll in Preis, "estupendo en precio"), real Quality (misma calidad que los productos de marca pero a un precio más reducido) y real Bio (productos orgánicos).
| País     | Primer hipermercado | Número de hipermercados |
| Alemania | 1992                | 124                     |